# آ (فرنسية)
آ (A) هو الحرف الأول من حروف اللغة الفرنسية. يأخذ شكل الحرف اللاتيني آ. ويلفظ على وجهين: /a/ و/ɑ/.

## الاستعمال
قالب:رمز/a/fr